# حكومة فايز الطراونة الثانية
حكومة فايز الطراونة الثانية هي الحكومة رقم 95 منذ أعلان استقلال إمارة شرق الأردن عام 1921 والثالثة عشر في عهد الملك عبد الله الثاني. كلّف الملك عبد الله الثاني ابن الحسين الدكتور فايز الطراونة بتشكيل حكومة جديدة بعد استقالة حكومة عون الخصاونة، حيث صدرت الإرادة الملكية السامية في الثاني من أيار (مايو) 2012.

## تشكيلة الحكومة
- فايز الطراونة: رئيس الوزراء، وزارة الدفاع.
- عبد السلام العبادي: وزارة الأوقاف والشؤون والمقدسات الإسلامية.
- سليمان الحافظ: وزارة المالية
- ناصر جودة: وزير الخارجية.
- شراري الشخانبة: وزير الشؤون البرلمانية.
- علاء البطاينة: وزارة الطاقة والثروة المعدنية
- غالب الزعبي: وزارة الداخلية
- جعفر حسان: وزارة التخطيط والتعاون الدولي
- محمد النجار: وزارة المياه والري (الأردن)
- وجيه عويس: وزارة التعليم العالي والبحث العلمي
- يحيى الكسبي: وزارة الأشغال العامة والإسكان.
- عاطف التل: وزارة الاتصالات وتكنولوجيا المعلومات.
- وجيه عزايزة: وزارة التنمية الاجتماعية.
- عبد اللطيف وريكات: وزارة الصحة.
- صلاح جرار: وزارة الثقافة.
- ياسين الخياط: وزارة البيئة.
- خليف الخوالدة: وزارة تطوير القطاع العام.
- نايف حميدي الفايز: وزارة السياحة والآثار.
- أحمد آل خطاب: وزارة الزراعة.
- ماهر أبو السمن: وزارة الشؤون البلدية.
- عاطف عضيبات: وزارة العمل.
- شبيب عماري: وزارة الصناعة والتجارة.
- خليفة السليمان: وزارة العدل.
- فايز السعودي: وزارة التربية والتعليم.
- كامل السعيد: وزير دولة لشؤون رئاسة الوزراء والتشريع.
- نوفان العجارمة: وزارة التنمية السياسية.
- هاشم المساعيد: وزارة النقل.
- سميح المعايطة: وزير دولة لشؤون الإعلام والاتصال.
- يوسف كاسب الجازي: وزير دولة.
- نادية محمد هاشم: وزير دولة لشؤون المرأة.